# 沃特福德牧師道站
沃特福德牧師道站（英語：Watford Vicarage Road tube station）是倫敦地鐵計劃開通的一個車站，位於赫特福德郡的沃特福德，服務維卡拉格路體育場和沃特福德綜合醫院。沃特福德牧師道站將會是大都會線沃特福德支線的車站。

## 外部連結
- . Planning & Environment. Watford Borough Council.   [10 January 2015].
- Croxley Rail Link project website